# Salto nel vuoto
Salto nel vuoto és un pel·lícula italiana del 1980 escrita i dirigida per Marco Bellocchio. És protagonitzada per Michel Piccoli i Anouk Aimée, que van guanyar els premis al Millor actor i a la Millor actriu al 33è Festival Internacional de Cinema de Canes La pel·lícula també va guanyar el David di Donatello al millor director i va ser seleccionat com a candidata italiana a la Millor pel·lícula en llengua estrangera a la Premis Oscar de 1980, però no va ser acceptat com a nominat.

## Argument
El jutge Mauro Ponticelli ha estat criat per la seva germana gran Marta. Tanmateix, la Marta ha tingut problemes mentals i ha fantasejat amb suïcidar-se, cosa que el preocupa molt. El mateix Mauro està molt ocupat amb la seva feina i, al seu torn, es veu complexat per la seva vida fins als límits de l'eremitisme.
La Marta sembla recuperar-se quan Mauro la presenta a Giovanni Sciabola, un jove actor brillant amb antecedents penals: els dos es tornen amics i Giovanni s'emporta la Marta molt sovint. Aleshores, en Mauro es troba gelós de la seva relació i, fins i tot se sent traït, somia amb poder matar-la empenyent-la des de la finestra de casa seva. Tement que estar a prop de Giovanni Marta pugui malgastar grans sumes de diners, Mauro signa una ordre de detenció contra el jove, que, després de vandalitzar l'oficina de Mauro, fuig.
L'amistat amb Giovanni va restablir la seguretat de la Marta, que decideix marxar de casa del seu germà. En adonar-se que la Marta ha guanyat una autonomia que ell mai havia esperat aconseguir, en Mauro perd completament la lucidesa i se suïcida llançant-se per la finestra de casa seva, de la manera que s'havia imaginat per desfer-se de la seva germana.

## Repartiment
- Michel Piccoli - Mauro Ponticelli
- Anouk Aimée - Marta Ponticelli
- Michele Placido - Giovanni Sciabola
- Gisella Burinato - Anna
- Antonio Piovanelli - Quasimodo
- Anna Orso - Marilena
- Pier Giorgio Bellocchio - George

## Crítica
La pel·lícula va ser valorada favorablement per l'eminent crítica Pauline Kael a The New Yorker: "El protagonista de Salto - un jutge, Mauro Ponticelli, interpretat pel generalment suau actor francès Michel Piccoli - és dolent de maneres perverses, Bunuelià... Mauro sempre ha estat protegit i cuidat per la seva germana gran, la Marta... No té cap intenció de créixer. ..[el seu] comportament inusual en realitat ha estat un senyal que s'està rebel·lant, que està lluitant per alliberar-se de la seva esclavitud mortal cap a ell... La pel·lícula tracta sobre els embolics familiars i les funcions de la bogeria... Mauro és unfrau covard... Mauro el jutge és un cuc: un cuc mimat que s'arrossega al seu còmode niu... Piccoli és capaç de donar aquesta actuació fascinant malgrat que ell i Anouk Aimée són doblats a l'italià... Anouk Aimée acostuma a ser sorprenentment bella i una mica en blanc, no del tot en contacte;... Però és un subjecte magnífic de la càmera i la seva llunyania s'adapta a la situació. aquí..Salto nel vuoto és una pel·lícula sobre persones que estan fora de control feta per un director que està tan a prop del control total com és probable que ho tingui un cineasta... hi ha grandesa."

## Premis
- 1980: David di Donatello al millor director a Marco Bellocchio
- Festival de Canes
  - 1980: Premi a la millor actriu a Anouk Aimée
  - 1980: Premi al millor actor a Michel Piccoli